# والتام کنت
والتام کنت (به انگلیسی: Waltham) یک روستا و محله مدنی در بریتانیا است که در شهر کنتربری واقع شده‌است. والتام کنت ۸٫۱۱ کیلومتر مربع مساحت و ۴۳۶ نفر جمعیت دارد.